# Exocentrus kashmirensis
Exocentrus kashmirensis là một loài bọ cánh cứng trong họ Cerambycidae.